# Heltal
Heltalen är unionen av mängden naturliga tal {0, 1, 2, ...} och mängden negativa heltal {-1, -2, -3, ...}.

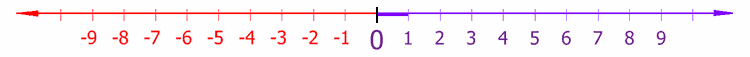
Heltalen kan tänkas vara punkter på en linje som sträcker ut sig oändligt långt åt båda hållen.

Mängden av hela tal betecknas med den dubbelstrukna bokstaven ℤ (ibland fetstilta bokstaven Z), från det tyska ordet Zahlen (tal). Ibland definierar man delmängder av ℤ: ℤ+, ℤ* och ℤ–.
- ℤ+ är 1, 2, 3, 4, 5 ...
- ℤ* är 0, 1, 2, 3, 4, 5 ...
- ℤ– är ... -5, -4, -3, -2, -1

Beroende på definition kan endera ℤ+ eller ℤ* vara detsamma som mängden naturliga tal.
Mängden av hela tal är uppräkneligt oändlig och har kardinaltalet Alef-noll. Den är också en delmängd av mängden av rationella tal som i sin tur är en delmängd av mängden av reella tal som är en delmängd av mängden komplexa tal.
När det gäller datorsystem används termen heltal (de hela talen) som distinktion till flyttal (de reella talen) eftersom de i datorer hanteras, beräknas och lagras olika.

## Algebraiska egenskaper
Heltalen har flertalet algebraiska egenskaper. De är, precis som de naturliga talen slutna under både addition och multiplikation. De har till skillnad från de naturliga talen även additiva inverser; till varje heltal finns ett annat heltal sådant att deras summa är noll. Motsvarande gäller dock inte för multiplikation, det är inte säkert att det för varje heltal finns ett annat heltal sådant att deras produkt är ett. I tabellen listas några av de grundläggande algebraiska egenskaperna hos heltalen:
|                   | addition                  | multiplikation                                         |
| slutenhet:        | a + b är ett heltal       | ab är ett heltal                                       |
| associativitet:   | a + (b + c) = (a + b) + c | a(bc) = (ab)c                                          |
| neutralt element: | a + 0 = a                 | 1a = a                                                 |
| kommutativitet:   | a + b = b + a             | ab = ba                                                |
| inversa element:  | a + (-a) = 0              |                                                        |
| distributivitet:  | a(b + c) = ab + ac        | a(b + c) = ab + ac                                     |
| Inga nolldelare:  |                           | om ab = 0 så är antingen a = 0 eller b = 0 eller båda. |

Med termer från abstrakt algebra visar de första tre egenskaperna att ℤ under addition bildar en grupp och den fjärde visar att gruppen är en abelsk grupp. Under multiplikation bildar ℤ en kommutativ monoid.
Om man betraktar både addition och multiplikation och alla egenskaper i tabellen utan den sista ser man att ℤ är en kommutativ ring. Med den sista ser man att heltalen är ett integritetsområde. Faktum är att ℤ har ännu fler intressanta egenskaper, det är även en principalidealdomän och en euklidisk domän. Heltalen är dock inte en kropp, den minsta kroppen som innehåller heltalen (heltalens splittringskropp) är de rationella talen.
Varje heltal har en entydig faktorisering, varje element kan skrivas entydigt som en produkt av primtal, ett resultat som lätt fås ur aritmetikens fundamentalsats för de naturliga talen. 
I ℤ kan man även använda divisionsalgoritmen som säger att för alla två heltal a och b ≠ 0 finns unika heltal k och r sådana att a = kb + r med 0 ≤ r < |b|, där k kallas kvoten och r för resten. Detta leder till Euklides algoritm för beräkning av största gemensamma delare.

## Ordningsteoretiska egenskaper
Z är en totalt ordnad mängd utan övre eller undre gräns. Totalordningen ges av:
{\displaystyle ...-3<-2<-1<0<1<2<3<...}
Ett tal kallas positivt om det är större än noll och negativt om det är mindre än noll. Ordningsrelationen kan kopplas ihop med de algebraiska på följande sätt:
Om a < b och c < d så är a + c < b + d.
Om a < b och c är positiv så är ac < bc. Om c är negativ är ac > bc.

## Kardinalitet
Heltalens kardinalitet är alef-noll, ℵ₀. Detta inses genom att man konstruerar en bijektiv avbildning från heltalen och till de naturliga talen ℕ = {0, 1, 2, …}. Denna bijektion kan tas att vara:
{\displaystyle f(x)={\begin{cases}2|x|&{\mbox{om }}x<0\\0&{\mbox{om }}x=0\\2x-1&{\mbox{om }}x>0\end{cases}}}